# Самбука ди Сичилия
Самбу̀ка ди Сичѝлия (на италиански: Sambuca di Sicilia; на сицилиански: Sammùca, Самука, до 1923 г. Sambuca Zabùt, Самбука Дзабут) е градче и община в Южна Италия, провинция Агридженто, автономен регион и остров Сицилия. Разположено е на 364 m надморска височина. Населението на общината е 6017 души (към 2012 г.).